# Eria latiuscula
Eria latiuscula är en orkidéart som beskrevs av Oakes Ames och Charles Schweinfurth. Eria latiuscula ingår i släktet Eria och familjen orkidéer. Inga underarter finns listade i Catalogue of Life.